# San Quirino
San Quirino (friuli nyelven San Quarin) település Olaszországban, Friuli-Venezia Giulia régióban, Pordenone megyében. Lakosainak száma 4233 fő (2023. január 1.). San Quirino Aviano, Cordenons, Pordenone, Roveredo in Piano, Maniago, Montereale Valcellina és Vivaro községekkel határos.

## Népesség
A település lakossága az elmúlt években az alábbi módon változott:
| Lakosok száma | 4367 | 4328 | 4233 |
|               | 2017 | 2018 | 2023 |